# Кубок Словаччини з футболу 2004—2005
Кубок Словаччини з футболу 2004–2005 — 12-й розіграш кубкового футбольного турніру в Словаччині. Титул вперше здобула Дукла.

## Календар
| Раунд        | Дата                    | Матчі | Клуби   |
| ------------ | ----------------------- | ----- | ------- |
| Перший раунд | 21-29 вересня 2004      | 14    | 30 → 16 |
| 1/8 фіналу   | 6-20 жовтня 2004        | 8     | 16 → 8  |
| 1/4 фіналу   | 2-3/9-10 листопада 2004 | 8     | 8 → 4   |
| 1/2 фіналу   | 6/19-20 квітня 2005     | 4     | 4 → 2   |
| Фінал        | 8 травня 2005           | 1     | 2 → 1   |

## Перший раунд
| Команда 1                    | Рахунок      | Команда 2                       |
| ---------------------------- | ------------ | ------------------------------- |
| 21 вересня 2004              |              |                                 |
| Славой (Требішов) (2)        | 1:2          | Рімавска Собота                 |
| Матадор (Пухов)              | 0:0 пен. 4:3 | Подберезова (2)                 |
| Дружственік (Бач) (2)        | 1:1 пен. 2:4 | Нітра (2)                       |
| Ламач (Братислава) (3)       | 1:4          | Прєвідза (2)                    |
| Татран (Пряшів) (2)          | 0:3          | Стіл Транс (Личартовце) (2)     |
| Тренчин                      | 3:1          | Вельки Лапаш (2)                |
| 22 вересня 2004              |              |                                 |
| Рапід (Братислава) (2)       | 0:1          | Слован (2)                      |
| Земплін (Михайлівці) (2)     | 0:1          | Дукла                           |
| ВіОн Злате Моравце (2)       | 0:0 пен. 3:1 | Дубниця                         |
| Немшова (3)                  | 0:2          | Інтер (Братислава)              |
| Чаня (3)                     | 2:3          | Кремнічка (2)                   |
| Слован Дусло (Шаля) (2)      | 1:1 пен. 4:3 | ДАК 1904 (Дунайська Стреда) (2) |
| 29 вересня 2004              |              |                                 |
| Аква (Турчянске Тепліце) (3) | 1:2          | Ружомберок                      |

## 1/8 фіналу
| Команда 1                   | Рахунок      | Команда 2               |
| --------------------------- | ------------ | ----------------------- |
| 6 жовтня 2004               |              |                         |
| Тренчин                     | 0:0 пен. 3:5 | Слован (2)              |
| 19 жовтня 2004              |              |                         |
| Рімавска Собота             | 1:1 пен. 4:2 | Матадор (Пухов)         |
| Стіл Транс (Личартовце) (2) | 2:1          | Ружомберок              |
| 20 жовтня 2004              |              |                         |
| Дукла                       | 4:1          | Прєвідза (2)            |
| Жиліна                      | 3:0          | Слован Дусло (Шаля) (2) |
| Кремнічка (2)               | 1:2          | Інтер (Братислава)      |
| Спартак (Трнава)            | 0:1          | ВіОн Злате Моравце (2)  |
| Артмедія                    | 2:0          | Нітра (2)               |

## 1/4 фіналу
| Команда 1           | Заг. | Команда 2                   | 1-й матч | 2-й матч |
| ------------------- | ---- | --------------------------- | -------- | -------- |
| 2/9 листопада 2004  |      |                             |          |          |
| Інтер (Братислава)  | 1:2  | Дукла                       | 0:2      | 1:0      |
| 3/9 листопада 2004  |      |                             |          |          |
| Рімавска Собота     | 0:4  | Стіл Транс (Личартовце) (2) | 0:1      | 0:3      |
| Слован (2)          | 0:4  | Артмедія                    | 0:0      | 0:4      |
| 3/10 листопада 2004 |      |                             |          |          |
| Жиліна              | 5:1  | ВіОн Злате Моравце (2)      | 3:1      | 2:0      |

## 1/2 фіналу
| Команда 1        | Заг. | Команда 2                   | 1-й матч | 2-й матч |
| ---------------- | ---- | --------------------------- | -------- | -------- |
| 6/19 квітня 2005 |      |                             |          |          |
| Жиліна           | 1:2  | Дукла                       | 0:0      | 1:2      |
| 6/20 квітня 2005 |      |                             |          |          |
| Артмедія         | 4:2  | Стіл Транс (Личартовце) (2) | 2:1      | 2:1      |

## Фінал
| 8 травня 2005 |

| Дукла                    | 2:1      | Артмедія   |
| ------------------------ | -------- | ---------- |
| Печовський 5' Якубко 24' | Протокол | Шолтіс 65' |

| Штадіон под Зобором, Нітра Глядачів: 2 474 Арбітр: Любош Міхел |